# Fuerte del Rey
Fuerte del Rey település Spanyolországban, Jaén tartományban. Fuerte del Rey Torredelcampo, Lahiguera, Villanueva de la Reina, Cazalilla és Jaén községekkel határos. Lakosainak száma 1342 fő (2024).

## Népesség
A település népessége az elmúlt években az alábbi módon változott:
| Lakosok száma | 1194 | 1214 | 1287 | 1354 | 1402 | 1402 | 1384 | 1357 | 1309 | 1342 |
|               | 2001 | 2004 | 2007 | 2009 | 2012 | 2014 | 2017 | 2019 | 2022 | 2024 |